# Atsushi Onita
Atsushi Onita (大仁田 厚; Nagasaki, 25 ottobre 1957) è un wrestler giapponese.

## Carriera

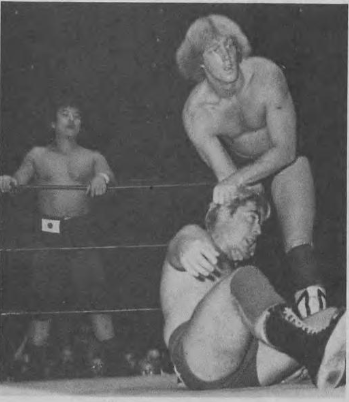
Mr. Onita, David Von Erich ed Eric Embry (1981)

Originariamente un peso medio-massimo, divenne il lottatore più rappresentativo della neonata categoria di peso cruiserweight nella All Japan Pro Wrestling: la categoria era stata creata per rivaleggiare con la popolarità della New Japan Pro-Wrestling, che aveva proposto al pubblico una categoria apposita dedicata ai lottatori più leggeri del suo parco atleti e guidata da Tiger Mask.
Dopo un primo ritiro nel 1984, si riaffacciò al mondo del puroresu nel 1989, divenendone una delle massime leggende.
Fondò la Frontier Martial-Arts Wrestling nel 1989, federazione di cui fu presidente sino al suo secondo ritiro, avvenuto nel 1995.
In questo breve lasso di tempo, propose una nuova tipologia di lotta, il wrestling hardcore, basato sull'uso di armi e stipulazioni violente, distinguendosi per la propensione a organizzare e partecipare a sfide innovative, elaborate e decisamente rischiose.
Divenuto così l'alfiere del nuovo genere dei deathmatch ("incontri della morte"), ottenne un successo di pubblico enorme, attirando parecchie decine di migliaia di tifosi.
L'ispirazione per il mutamento radicale che produsse nel wrestling gli venne da alcuni lottatori che l'avevano proceduto e che si erano distinti per aver fatto uso di armi e per aver partecipato a incontri "sopra le righe": tuttavia la FMW fu la prima federazione a presentare tali incontri in modo sistematico, fondando così un genere, e si distinse per una continua innovazione del medesimo.
A partire dal 1995 ha effettuato numerosi ritorni sul quadrato e altrettanti ritiri, ma, a partire dal 2002, data del fallimento della FMW, nel frattempo passata ad una nuova gestione, non ha più avuto occasione di esibirsi davanti a grandi folle.
Recentemente ha intrapreso una carriera politica di successo, riuscendo a farsi eleggere al parlamento giapponese.

## Titoli e riconoscimenti
- All Japan Pro Wrestling

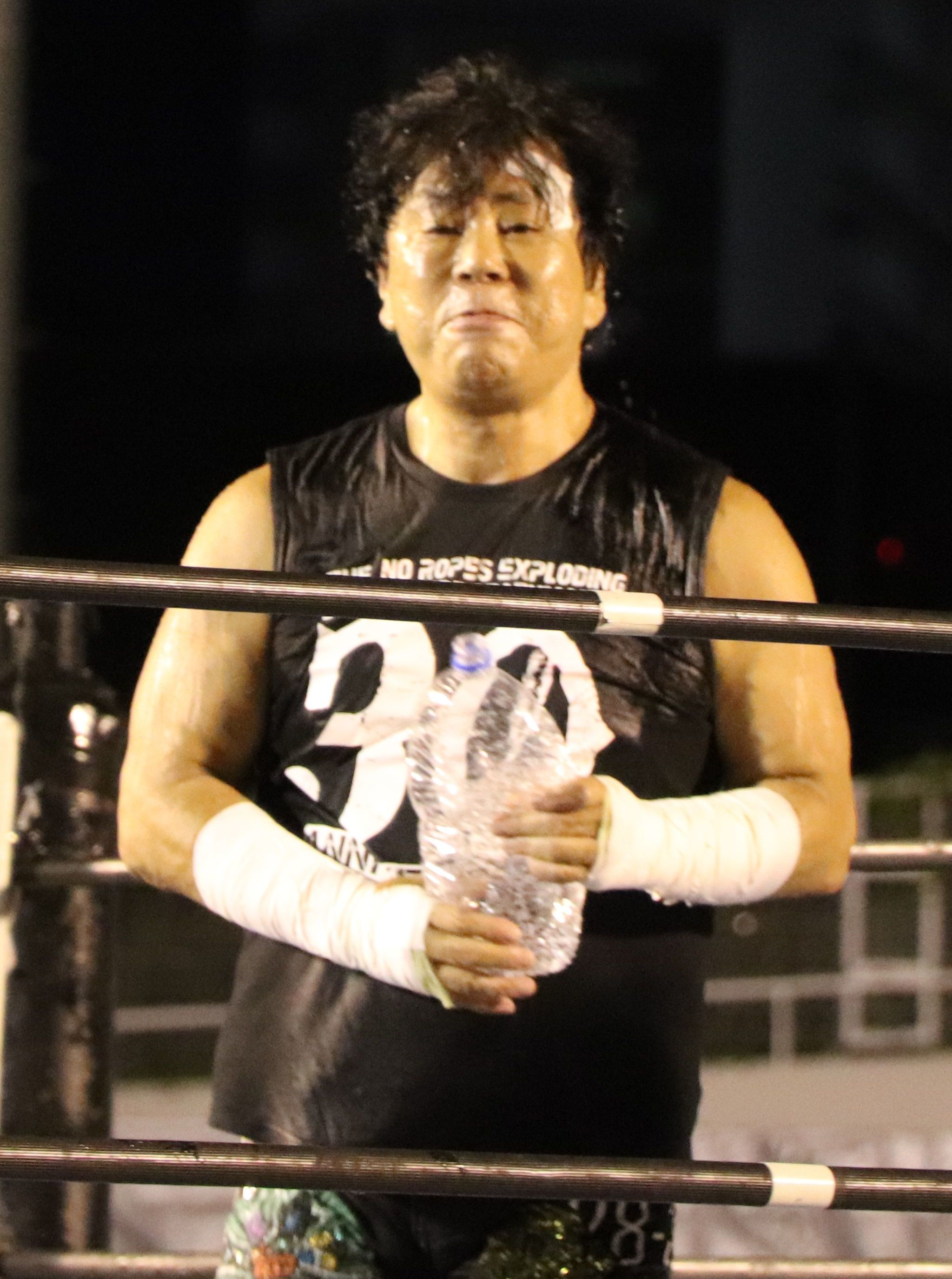
Onita nel 2020

  - All Asia Tag Team Championship (3) – con Masanobu Fuchi (1), Yoshitatsu (1) e Toy Kojima (1)
  - NWA International Junior Heavyweight Championship (1)
- Continental Wrestling Association
  - AWA Southern Tag Team Championship (3) – con Masanobu Fuchi[1][2]
- Empresa Mexicana de Lucha Libre
  - NWA International Junior Heavyweight Championship (1)
- Frontier Martial-Arts Wrestling
  - FMW Brass Knuckles Heavyweight Championship (7)
  - FMW Brass Knuckles Tag Team Championship (4) – con Tarzan Goto (1), Mitsuhiro Matsunaga (1), Mr. Gannosuke (1) e W*ING Kanemura (1)
  - FMW World Street Fight 6-Man Tag Team Championship (4) – con Tetsuhiro Kuroda & Hido (1), Koji Nakagawa & Tetsuhiro Kuroda (1), Masato Tanaka & Hideki Hosaka (1), e Hideki Hosaka & Sean Guinness (1)
  - United States Championship (1)
  - Barbed Wire Deathmatch Tournament (1991)
  - World's Strongest Tag Team Tournament (1992) – con Tarzan Goto
  - Street Fight Tag Team Tournament (1992) – con Grigory Verichev
  - Six Man Tag Team Tournament (1994) – con Tarzan Goto e Sambo Asako
- Mid-Atlantic Championship Wrestling
  - NWA International Junior Heavyweight Championship (1)
- Onita Pro
  - Barbed-Wire Street Fight 6-Man Tag Team Championship (2) – con Shigeo Okumura e Mitsunobu Kikuzawa (1), Exciting Yoshida e Mitsunobu Kikuzawa (1)
- Pro Wrestling Illustrated
  - 43º tra i migliori 500 wrestler singoli nei PWI 500 del 1999[3]
  - 123º tra i migliori 500 wrestler singoli nei PWI Years del 2003[4]
- Pro Wrestling Zero1
  - Blast King Championship (3)[5][6][7]
  - Blast King Tag Team Championship (1) – con Chigusa Nagayo[8]
- Tokyo Sports
  - Best Tag Team Award (2015) con Chigusa Nagayo[9]
  - Effort Award (1979)[10]
  - Fighting Spirit Award (2014)[11]
  - Match of the Year (1990) vs. Tarzan Goto il 4 agosto[10]
  - Match of the Year (1994) con Tarzan Goto vs. Genichiro Tenryu e Ashura Hara il 2 marzo[10]
  - Outstanding Performance Award (1991)[10]
  - Special Award (1989)[10]
  - Topic Award (1991)
  - Wrestler of the Year (1990)[10]
- Wrestle Association "R"
  - Six Man Tag Team Tournament (1994) – con Genichiro Tenryu e Crusher Bam Bam Bigelow
- Wrestling Observer Newsletter
  - Most Disgusting Promotional Tactic (1990) (Per la storyline dell'accoltellamento di José González)
  - Best Babyface (1993, 1994)
  - Most Charismatic (1994)
  - Wrestling Observer Newsletter Hall of Fame (Classe del 1996)